# ウッドサイド・パーク (ロンドン)
ウッドサイド・パーク（Woodside Park）は、ロンドンのバーネット・ロンドン特別区にある地域である。

## 交通
ロンドン地下鉄のノーザン線のウッドサイド・パーク駅が存在する。